# Зэф

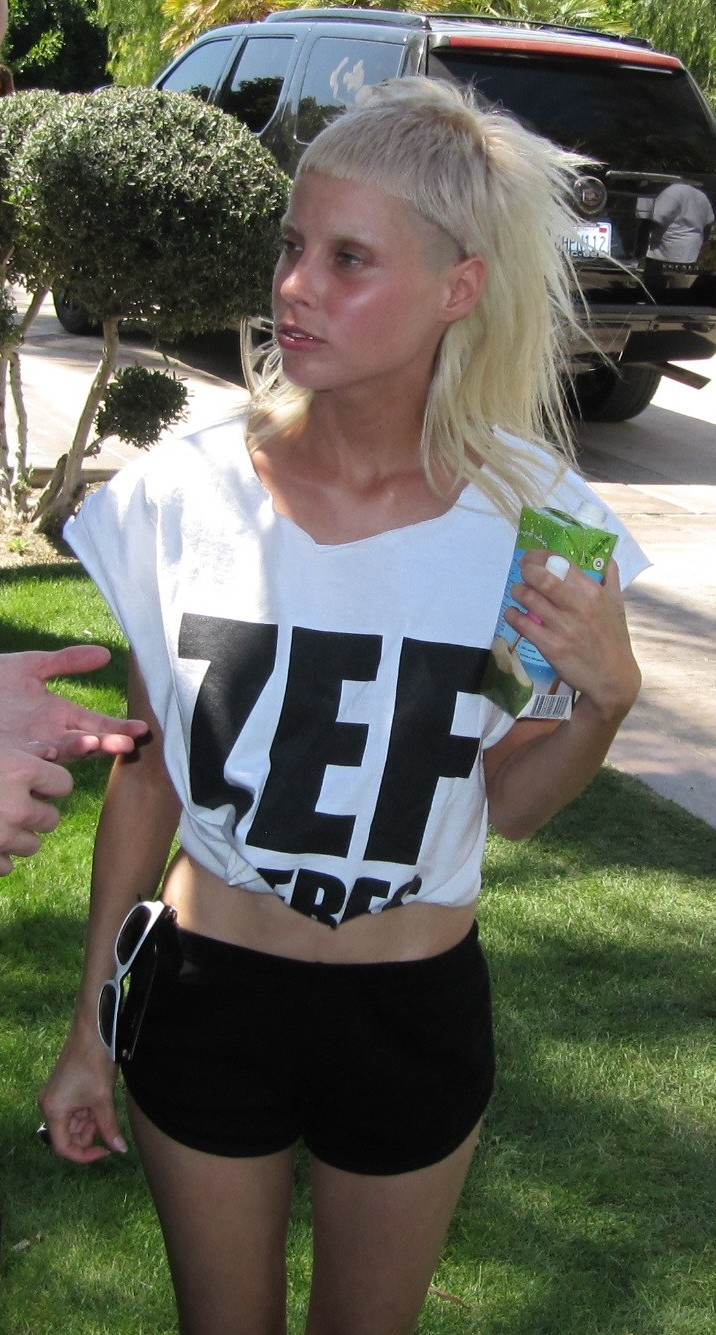
Йоланди Фиссер в футболке с надписью ZEF

Зэф (африк. zef [ˈzɛf]) — южноафриканское контркультурное движение.

## Происхождение термина
Слово «zef» — это разговорное выражение из языка африкаанс, которое переводится как «обыкновенный» с негативной коннотацией — «скучный», «грязный», «дрянной». Это движение ассоциируется не с беднейшими слоями общества, а скорее с «белой» мелкобуржуазной субкультурой Южной Африки. Как говорит Йоланди Фиссер, вокалистка группы Die Antwoord, «зэф — это когда ты бедный, но модный и сексуальный. У тебя нет денег, но у тебя есть стиль».
Термин «зэф» зародился в 1960-е годы как уничижительный в отношении к «белому» рабочему классу, особенно применительно к жителям поселений трейлеров. Слово возникло как сокращённое название автомобиля Ford Zephyr, который был популярен в 50-е, 70-е годы 20-го века. В Южной Африке эти автомобили часто тюнинговались новыми дисками, шинами и двигателями. В то время они в большинстве своём принадлежали рабочему классу из развивающихся районов Йоханнесбурга East и West Rand (в связи с разработкой золотых месторождений и растущей ценой золота). Среднестатистический водитель Zephyr, несмотря на относительно комфортное финансовое положение в 70-е, всё же был больше представителем рабочего класса, нежели элиты. Поэтому они получили прозвище «зэф» от более состоятельных африканцев. Фрикки Ломбард, редактор Woordeboek van die Afrikaanse Taal, объяснял термин зэф как «нечто, что обычно считается ординарным, но теперь заслуживает доверия».

## Музыка и культура зэф
Группа Die Antwoord напрямую ассоциирует себя со стилем зэф. Отвечая на расистские упрёки в идентификации зэф, Йоланди Фиссер утверждает, что этот стиль означает, что «тебе реально плевать на то, что о тебе думают другие, ты выражаешь самого себя в музыке. Ты — это то, что ты носишь, то, что ты думаешь и то, что ты говоришь». В том же самом интервью Ninja описал зэф, как стиль музыки и субкультурное направление, приравняв его социальную значимость к хип-хопу.
Авторы сатирического блога Zef Kinners воспринимают это как южноафриканскую пародию на самих себя, возникшую из чувства национальной меланхолии в эру пост-апартеида. Они замечают пересечения с ранними движениями против апартеида, такими как Voëlvry Movement, сатирическим журналом Bitterkomix и альтернативной рок-группой Fokofpolisiekar. Одновременно с этим, академик и драматург Антон Крюгер утверждает, что «вульгарность, которую олицетворяет зэф» частично является последствием «чувства стыда» во время пост-апартеида. Другими представителями зэф являются лидер группы Voëlvry Koos Kombuis, комики Corné и Twakkie (Louw Venter and Rob van Vuuren) из The Most Amazing Show, известные по сериалу 2006 года Kompleks.

## Зэф-исполнители
- Die Antwoord
- Jack Parow[англ.]